# Alfred Chabloz
Alfred Chabloz, né à Genève le 24 octobre 1866 où il est mort le 31 octobre 1951, est un peintre suisse.

## Biographie
Il étudie à Genève puis à l'École des beaux-arts de Paris où il est élève d'Étienne Gaudet. Portraitiste et paysagiste, il prend part aux Salons des artistes français en 1893 et 1894.